# Bahnstrecke Merseburg–Halle-Nietleben
| Streckennummer (DB): | 6356 6355 (Angersdorf Ost–Hl-Nietleben) |                                |                                |
| Kursbuchstrecke (DB): | 588                                     |                                |                                |
| Streckenlänge: | 19,2 km                                 |                                |                                |
| Spurweite: | 1435 mm (Normalspur)                    |                                |                                |
| Stromsystem: | 15 kV, 16,7 Hz ~                        |                                |                                |
| Maximale Neigung: | 20 ‰                                    |                                |                                |
| Streckengeschwindigkeit: | 100 km/h                                |                                |                                |
| Zugbeeinflussung: | PZB                                     |                                |                                |
| |                                         |                                |                                |
| \| \| \| von Bebra \| \| \| \| \| von Leipzig-Leutzsch \| \| \| \| \| von Querfurt \| \| \| \| 0,019 \| Merseburg Hbf \| Merseburg Hbf \| \| \| \| nach Halle (Saale) Hbf \| \| \| \| 3,452 \| Merseburg Elisabethhöhe \| Merseburg Elisabethhöhe \| \| \| 3,853 \| nach Schafstädt (alt) \| nach Schafstädt (alt) \| \| \| \| Laucha \| \| \| \| \| Buna Werke Bahnsteig (Bft) \| \| \| \| 5,640 \| Buna Werke \| Buna Werke \| \| \| 3,853 \| nach Schafstädt (seit 1967) \| nach Schafstädt (seit 1967) \| \| \| 8,00 \| Leipzig Hbf–Ebensfeld \| Leipzig Hbf–Ebensfeld \| \| \| \| Angersdorf–Bad Lauchstädt \| \| \| \| \| von Bad Lauchstädt \| \| \| \| 13,100 \| Holleben \| Holleben \| \| \| \| nach Angersdorf \| \| \| \| 15,00 \| Halle (Saale) Hbf–Hann. Münden \| Halle (Saale) Hbf–Hann. Münden \| \| \| \| von Angersdorf Ost \| \| \| \| \| Bundesstraße 80 \| \| \| \| 16,893 \| Halle Zscherbener Straße (Bft) \| Halle Zscherbener Straße (Bft) \| \| \| 17,620 \| S-Bahntunnel Halle-Neustadt \| Südportal \| \| \| 17,972 \| Halle-Neustadt \| Halle-Neustadt \| \| \| 18,070 \| S-Bahntunnel Halle-Neustadt \| Nordportal \| \| \| \| von Halle Klaustor \| \| \| \| 19,212 \| Halle-Nietleben (Bft) \| Halle-Nietleben (Bft) \| \| \| \| nach Hettstedt \| \| |                                         |                                |                                |
| Strecke |                                         | von Bebra                      | von Bebra                      |
| Abzweig geradeaus und von rechts |                                         | von Leipzig-Leutzsch           | von Leipzig-Leutzsch           |
| Abzweig geradeaus und von links |                                         | von Querfurt                   | von Querfurt                   |
| Bahnhof | 0,019                                   | Merseburg Hbf                  | Merseburg Hbf                  |
| Abzweig geradeaus und nach rechts |                                         | nach Halle (Saale) Hbf         | nach Halle (Saale) Hbf         |
| Dienststation / Betriebs- oder Güterbahnhof | 3,452                                   | Merseburg Elisabethhöhe        | Merseburg Elisabethhöhe        |
| Abzweig geradeaus und ehemals nach links | 3,853                                   | nach Schafstädt (alt)          | nach Schafstädt (alt)          |
| Brücke über Wasserlauf |                                         | Laucha                         | Laucha                         |
| ehemaliger Haltepunkt / Haltestelle |                                         | Buna Werke Bahnsteig (Bft)     | Buna Werke Bahnsteig (Bft)     |
| Dienststation / Betriebs- oder Güterbahnhof | 5,640                                   | Buna Werke                     | Buna Werke                     |
| Abzweig geradeaus und nach links | 3,853                                   | nach Schafstädt (seit 1967)    | nach Schafstädt (seit 1967)    |
| Kreuzung geradeaus unten | 8,00                                    | Leipzig Hbf–Ebensfeld          | Leipzig Hbf–Ebensfeld          |
| Kreuzung (Querstrecke außer Betrieb) |                                         | Angersdorf–Bad Lauchstädt      | Angersdorf–Bad Lauchstädt      |
| Abzweig geradeaus und ehemals von rechts |                                         | von Bad Lauchstädt             | von Bad Lauchstädt             |
| Dienststation / Betriebs- oder Güterbahnhof | 13,100                                  | Holleben                       | Holleben                       |
| Abzweig ehemals geradeaus und nach links |                                         | nach Angersdorf                | nach Angersdorf                |
| Kreuzung geradeaus unten (Strecke geradeaus außer Betrieb) | 15,00                                   | Halle (Saale) Hbf–Hann. Münden | Halle (Saale) Hbf–Hann. Münden |
| Abzweig ehemals geradeaus und von rechts |                                         | von Angersdorf Ost             | von Angersdorf Ost             |
| Strecke mit Straßenbrücke |                                         | Bundesstraße 80                | Bundesstraße 80                |
| Bahnhof | 16,893                                  | Halle Zscherbener Straße (Bft) | Halle Zscherbener Straße (Bft) |
| Tunnelanfang | 17,620                                  | S-Bahntunnel Halle-Neustadt    | Südportal                      |
| Bahnhof (im Tunnel) | 17,972                                  | Halle-Neustadt                 | Halle-Neustadt                 |
| Tunnelende | 18,070                                  | S-Bahntunnel Halle-Neustadt    | Nordportal                     |
| Abzweig geradeaus und ehemals von rechts |                                         | von Halle Klaustor             | von Halle Klaustor             |
| Kopfbahnhof Strecke ab hier außer Betrieb | 19,212                                  | Halle-Nietleben (Bft)          | Halle-Nietleben (Bft)          |
| Strecke (außer Betrieb) |                                         | nach Hettstedt                 | nach Hettstedt                 |

Die Bahnstrecke Merseburg–Halle-Nietleben ist eine elektrifizierte Nebenbahn in Sachsen-Anhalt. Sie zweigt in Merseburg aus der Bahnstrecke Halle–Bebra ab und führt über Angersdorf nach Halle-Neustadt, wo sie in die frühere Strecke der Halle-Hettstedter Eisenbahn einmündet. Zwischen Angersdorf Ost und dem heutigen Endpunkt Halle-Nietleben dient die Strecke heute ausschließlich der S-Bahn Mitteldeutschland. Die Strecke entstand 1967 für die direkte Verbindung der seinerzeit neu gegründeten Arbeiterwohnstadt Halle-Neustadt mit den Chemie-Großbetrieben Buna und Leuna.

## Geschichte

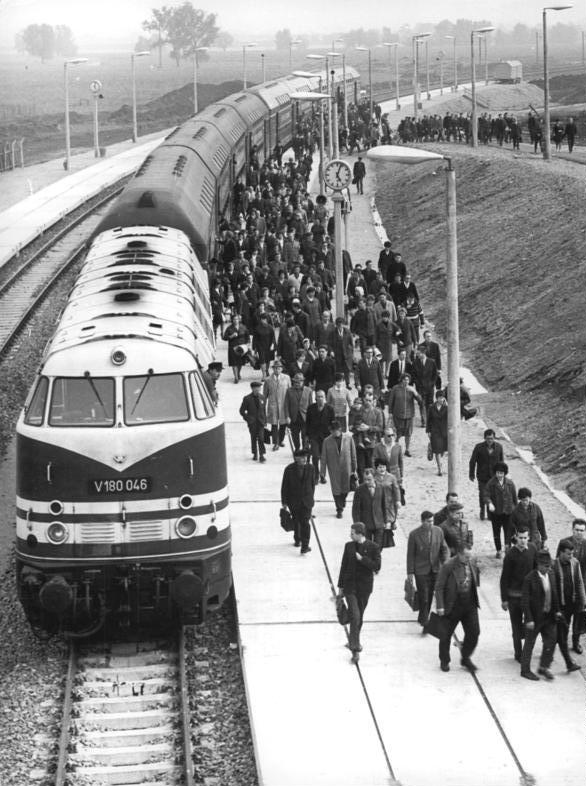
Bahnhof Halle-Neustadt (heute Bahnhofsteil Halle Zscherbener Straße, 1967)

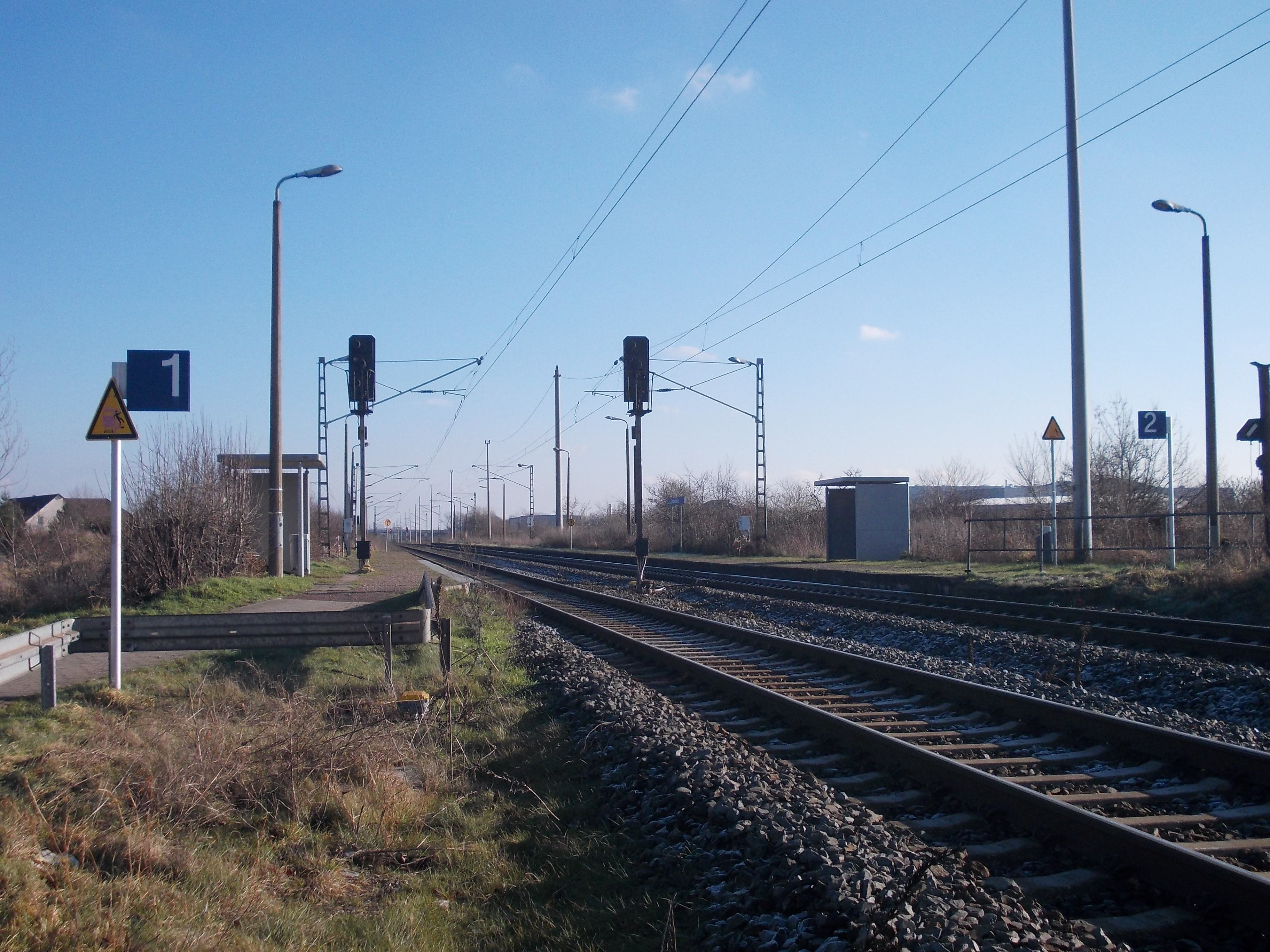
Bahnhof Merseburg Elisabethhöhe (früher Merseburg Friedenshöhe, 2007)

Die Bedeutung der von der 1896 eröffneten Bahnstrecke Merseburg–Schafstädt abzweigenden Nebenbahn Bad Lauchstädt–Benkendorf–Angersdorf lag im lokalen Güterverkehr. 1944/45 wurde sie als Umleitungsstrecke für kriegszerstörte Bahnanlagen und Saalebrücken im Raum Merseburg genutzt.
In Umsetzung des 1958 verkündeten Chemieprogrammes der DDR wurden dazu einerseits die Chemiestandorte Buna und Leuna massiv ausgebaut, andererseits eine als Chemiearbeiterstadt Halle-West geplante Trabantenstadt (das spätere Halle-Neustadt) ab 1964 völlig neu angelegt. Am 2. Januar 1966 wurde mit dem Bau einer Schnellbahnverbindung zwischen den neuen Wohn- und Arbeitsstätten begonnen. Die durchgehende Bahnstrecke Bad Lauchstädt–Angersdorf wurde durch die neue Verbindung ersetzt, welche am 24. April 1967 in Betrieb genommen wurde. Bereits zwei Tage zuvor wurde der neu angelegte Personenbahnhof Buna Werke durch Züge der ebenfalls teilweise verlegten Bahnstrecke Merseburg–Schafstädt angefahren.
Auf der neuen Strecke verkehrten fortan im Berufsverkehr Personenzüge von Weißenfels über Großkorbetha, Leuna Werke, Merseburg, Buna Werke und Halle-Neustadt nach Halle-Nietleben. Mit diesen „Pelzerzügen“ wurden in den 1980er Jahren täglich rund 9600 Chemiearbeiter („Pelzer“) zwischen Halle-Neustadt und den Buna-Werken befördert. Die Beförderungskapazität lag bei bis zu 1200 Personen je Zug. Die Züge bestanden dabei in Spitzenzeiten aus drei gekuppelten vierteiligen Doppelstockeinheiten. Die Bahnsteiglängen waren entsprechend auf die Zuglängen angepasst.
Ähnliche Züge wurden auch auf der Verbindung Halle (Saale) Hbf–Merseburg–Leuna Werke–Weißenfels auf der Thüringer Bahn eingesetzt. Beide Verbindungen teilten sich bis 1992 die Kursbuchstreckennummer 601.
Nach der Wende 1989/1990 wurde die Produktion der Buna-Werke umgestellt. Mit der Übernahme durch Dow Chemical entstanden moderne Produktionsanlagen, alte wurden stillgelegt und abgerissen. Durch den damit verbundenen Abbau von zahlreichen Arbeitsplätzen sanken die Fahrgastzahlen auf der Strecke deutlich. Die ab 1992 vergebene Kursbuchnummer 588 teilte sich die Strecke mit der von Merseburg nach Schafstädt.
Zuletzt bestanden die Züge nur noch aus einer Elektrolokomotive der Baureihe 143 und einem Doppelstocksteuerwagen. Sie verkehrten nur im Berufsverkehr montags bis freitags am Morgen und am Nachmittag. Die Fahrtdauer der sechs Zugpaare betrug zwischen Merseburg und Halle-Nietleben 22 Minuten. Zum Fahrplanwechsel am 9. Dezember 2007 wurden die Personenzüge abbestellt, die Züge verkehrten letztmals zwei Tage zuvor.
Das Teilstück von Holleben bis zum S-Bahn-Haltepunkt Halle Zscherbener Straße, einem Bahnhofsteil des Bahnhofes Halle-Neustadt, auf dem lediglich 2010 einige Güterzüge mit für Gleisarbeiten benötigtem Schüttgut nach Halle-Nietleben verkehrten, wurde 2011 zur Stilllegung ausgeschrieben. Mit Wirkung zum 31. August 2011 wurde durch das zuständige Eisenbahn-Bundesamt (Referat 11) dem Stilllegungsantrag der DB Netz AG gemäß § 11 (2) AEG zugestimmt. Anfang Februar 2022 wurden in diesem Abschnitt die Oberleitungsanlagen zurückgebaut.

## Gegenwärtiger Betrieb
Die Stationen Halle-Nietleben, Halle-Neustadt und Halle Zscherbener Straße werden von der Linie S 3 der S-Bahn Mitteldeutschland bedient. Von Mitte Januar bis Mitte Dezember 2021 war die Strecke zwischen Halle Zscherbener Straße und Halle-Nietleben zusammen mit der Strecke 6355 Angersdorf Abzw Awo–Halle-Nietleben im Rahmen der Sperrung der Strecke Halle–Hann. Münden zwischen Halle (Saale) Hbf und Angersdorf wegen Brückenarbeiten außer Betrieb.
Zwischen den Bahnhofsteilen Halle Zscherbener Straße und Halle-Nietleben verlaufen die Streckengleise 6356 (Merseburg Hbf–Halle-Nietleben) und 6355 (Angersdorf Ost–Halle-Nietleben) als zwei parallele eingleisige Strecken. Im Güterverkehr behält die restliche Strecke für die Anbindung der Buna-Werke zwischen Merseburg Hbf und Holleben (sowie der Verbindung nach Angersdorf) ihre Bedeutung.